# Aleksiej Litwinienko
Aleksiej Nikołajewicz Litwinienko, ros. Алексей Николаевич Литвиненко (ur. 7 marca 1980 w Ust-Kamienogorsku, Kazachska SRR) – kazachski hokeista, reprezentant Kazachstanu.

## Kariera
- Torpedo Ust-Kamienogorsk 2 (1997-1999)
- Torpedo Ust-Kamienogorsk (1997-2000)
- Dinamo Moskwa / Dinamo Moskwa 2 (1999-2000)
- Dinamo-Eniergija Jekaterynburg (2000-2001)
- Mietałłurg Magnitogorsk (2001-2004)
- SKA Sankt Petersburg / SKA Sankt Petersburg 2 (2004-2005)
- Spartak Moskwa (2005-2006)
- Mietałłurg Magnitogorsk (2006-2007)
- Spartak Moskwa / Spartak Moskwa 2 (2007-2008)
- Witiaź Czechow (2008-2010)
- Barys Astana (2013-2016)
  -  Nomad Astana (2015-2016)

Wychowanek Torpedo Ust-Kamienogorsk. Od 2010 zawodnik rodzimego, kazachskiego klubu Barys Astana. W kwietniu 2013 przedłużył kontrakt o dwa lata. 
Uczestniczył w turniejach mistrzostw świata w 2000 (Grupa B), 2001 (Dywizja I), 2005, 2006, 2010, 2012, 2014 (Elita), 2015 (Dywizja I).

## Sukcesy i klasyfikacje
Reprezentacyjne
- Złoty medal zimowych igrzysk azjatyckich: 2011
- Awans do MŚ Elity: 2015

Klubowe
- Złoty medal mistrzostw Kazachstanu: 2000 z Torpedo Ust-Kamienogorsk
- Brązowy medal mistrzostw Rosji: 2002 z Mietałłurgiem Magnitogorsk
- Srebrny medal mistrzostw Rosji: 1998, 2004 z Mietałłurgiem Magnitogorsk
- Złoty medal mistrzostw Rosji: 2007 z Mietałłurgiem Magnitogorsk

Indywidualne
- KHL (2009/2010): drugie miejsce w klasyfikacji minut kar w sezonie zasadniczym: 181 minut